# Ignaz Denner

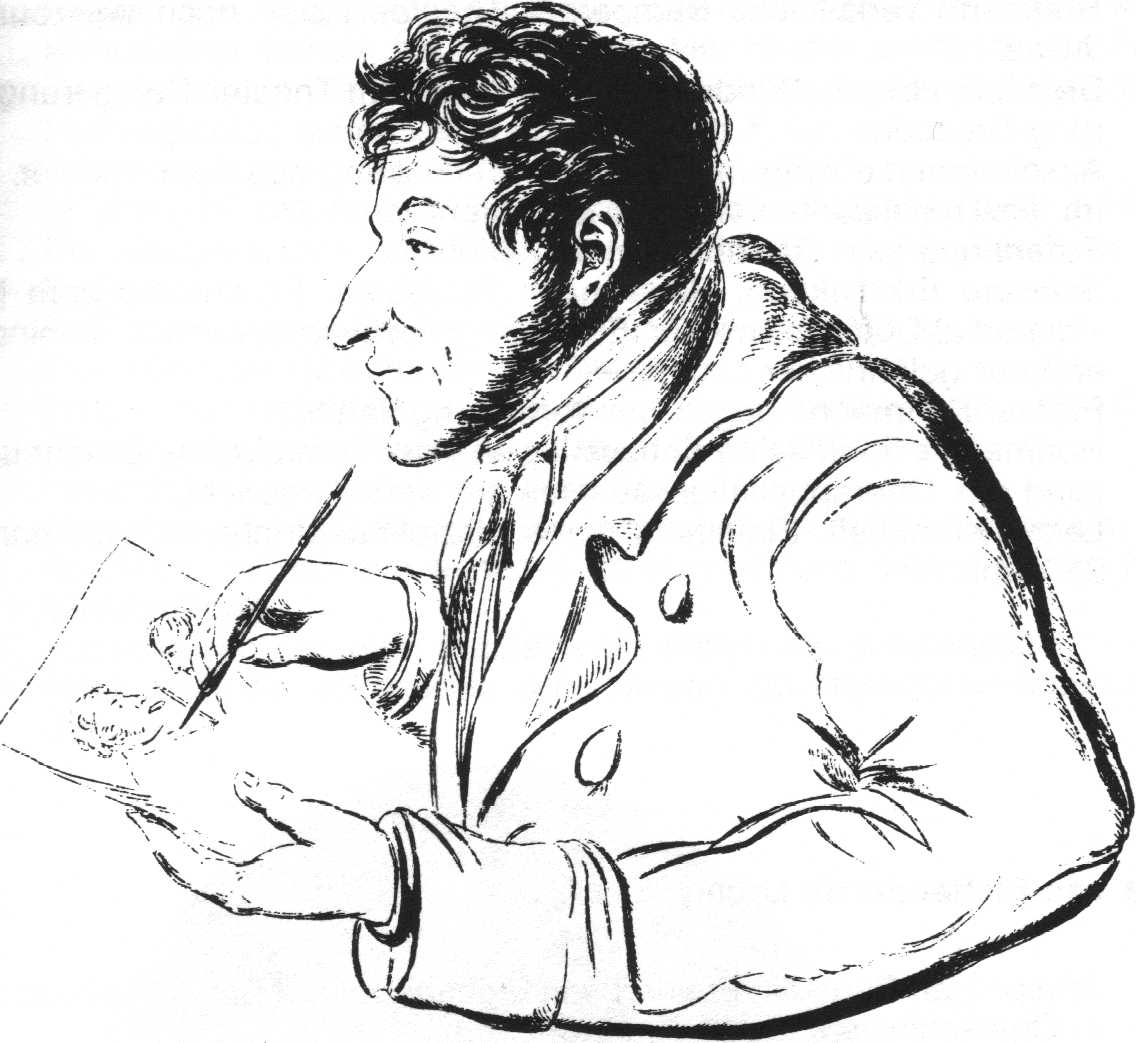
E.T.A. Hoffmann. Dargestellt in einem Selbstporträt

Ignaz Denner ist eine Erzählung von E. T. A. Hoffmann, die 1814 entstand und erstmals 1816 im ersten Teil der Nachtstücke erschienen ist. Aufgrund seiner unheimlichen Thematik ist das Werk zur Schauerromantik zu zählen.

## Inhalt
Andres, Leibjäger des Grafen Aloys von Vach, begleitete diesen auf einer Reise durch Italien. Dadurch, dass Andres sich und den Grafen vor einem Raubüberfall rettete, wurde er zum Revierjäger befördert. Auf dieser Reise hielten sie sich für eine gewisse Zeit in Neapel auf, wo Andres seine zukünftige Gattin Giorgina kennenlernte. Sie lebte als Waise bei einem Wirt, der sie schlecht behandelt. Andres und der Graf nehmen sie mit auf ihre Reise, während der sie den Revierjäger ehelicht. Trotz der angesehenen Stellung, die Andres innehat, und welche eigentlich eine Belohnung für seine guten Dienste sein sollte, leben Andres, seine Frau und sein Knecht in Not und Elend.
Durch die Geburt des ersten Kindes verschlechtert sich Giorginas Gesundheitszustand so sehr, dass sie mit dem Tode ringt. Da bekommen sie Besuch von einem Fremden, der sich als reisender Kaufmann ausgibt und erklärt, sich verlaufen zu haben. Zeuge des Elends und der Not, in die Andres geraten ist, heilt er Giorgina vom einen Tag auf den anderen, indem er ihr eine geheimnisvolle, dunkelrote Flüssigkeit einflößt. Als der Fremde am nächsten Tag wieder aufbrechen will, bietet er Andres als Belohnung gar Dukaten an, die dieser jedoch ablehnt; eine innere Stimme verbietet ihm die Annahme des Geldes. So wendet sich der Fremde an Giorgina, die die Dukaten nicht ablehnt. Der Fremde bittet Andres noch um drei Gefälligkeiten. Er verlangt von Andres, ihn jährlich für ein paar Tage aufzunehmen, weil er durch seinen Beruf zweimal im Jahr durch das Gebiet von Vach reisen muss. Zudem soll Andres eine Kiste des Fremden, deren Inhalt kostbare Juwelen sind, bis zum nächsten Wiedersehen aufbewahren. Als Letztes wird Andres gebeten, den Fremden aus dem Wald zu begleiten. Auf dem Weg durch den Wald offenbart der Kaufmann seinen Namen: Ignaz Denner. Durch die Großzügigkeit Denners ist es der Familie des Revierjägers möglich, ein relativ wohlhabendes Leben zu führen, was Andres, der sich durch eine ausgeprägte christliche Demut auszeichnet, großes Unwohlsein bereitet, löst die Verbindung mit dem ihm unheimlichen Denner doch einen Gewissenskonflikt in ihm aus. Denner erscheint wieder, als ihr Sohn neun Monate alt ist. Da er selbst weder Frau noch Kinder hat, bittet er Andres und Giorgina, ihm ihren Sohn zu geben. Das Ehepaar weigert sich, was Denner zunächst sichtbar unzufrieden macht. Dieser Umstand verstärkt Andres’ Zweifel an der Person des Ignaz Denner. Sonst ändert sich allerdings nichts an der Beziehung zwischen den beiden. Die Kiste indes bleibt nach wie vor bei Andres.
Als Denner den Revierjäger das nächste Mal aufsucht, ist es mitten in der Nacht, und Andres wird gebeten, ihn in den Wald zu begleiten. Dort lüftet Denner sein Geheimnis, dass er der Anführer einer Räuberbande ist. Andres wird gezwungen, bei einem Raubüberfall auf die nahegelegene Pachterwohnung teilzunehmen, da ihm ansonsten mit dem Tod seiner Familie gedroht wird. In einem Kampf zwischen Räubern und Reitern des Grafen von Vach wird Denner verletzt und von Andres in Sicherheit gebracht. Aus Dankbarkeit beschließt Denner den Revierjäger und seine Familie von nun an in Frieden zu lassen und das Gebiet rund um die Jägershütte zu verlassen. Das Kistchen mit dem Schmuck bleibt indessen in Andres Obhut.

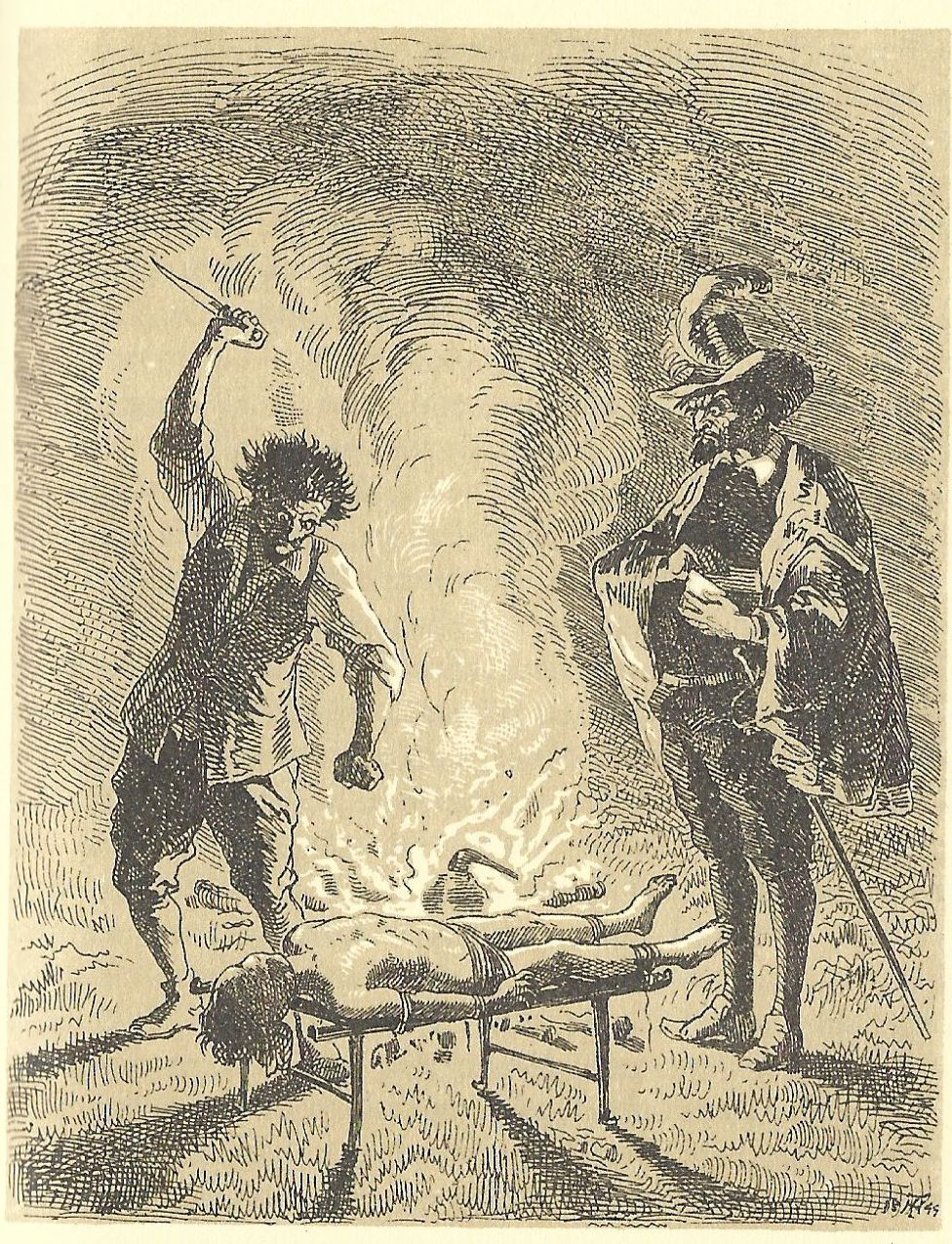
Illustration von Theodor Hosemann (1844)

Nachdem Denners Gaben versiegen, lebt die Familie rasch wieder in großer Armut. Giorgina bringt einen weiteren Jungen zur Welt. Eines Nachts schleicht Denner wieder um Andres’ Haus herum und verlangt Schutz. Diesmal bleibt Andres hart und weist ihn ab. Darauf erfährt Andres von seinem Herrn, dass der neapolitanische Wirt, der Stiefvater Giorginas, verstorben sei und ihr in seinem Testament 2000 Dukaten vererbt habe. Bei einem Kaufmann in Frankfurt am Main kann Andres das Geld abholen. Er macht sich unter einem Vorwand auf, um Giorgina zu überraschen. Als er zurückkehrt, findet er sein Haus verwüstet vor. Giorgina, in großer Angst, erzählt ihm alles: Ignaz Denner überfiel mit seiner Räuberbande das Haus, um nach einem Überfall auf das Vachsche Schloss Unterschlupf zu finden. Als alle Räuber, außer Denner, das Haus wieder verlassen hatten, nahm dieser den jüngsten Sohn und schloss sich mit ihm in ein Zimmer ein, schlitzte ihm die Brust auf und fing das Blut in einer Schüssel auf. Der Knecht wurde bei dem Versuch, Denner aufzuhalten, von diesem umgebracht.
Voller Angst und Verzweiflung wollen Andres und Giorgina den Wald verlassen, worauf jedoch Reiter des Grafen von Vach erscheinen und Andres verhaften. Denn während des Überfalls auf das Schloss wurde der Graf ermordet. Die Räuberbande wurde größtenteils verhaftet, so auch ihr Anführer Denner. Sie alle geben an, dass Andres Mitglied ihrer Bande gewesen sei und er den Grafen ermordet habe. Obwohl Andres mehrfach seine Unschuld beteuert, sprechen alle Fakten gegen ihn: Der Frankfurter Kaufmann, von dem Andres das Erbe erhalten hatte, bleibt unauffindbar. Zudem behaupten mehrere Untergebene des Grafen mit eigenen Augen gesehen zu haben, wie Andres ihren Herrn ermordet hat. Erst nach Jahren ist der Prozess abgeschlossen; Andres wird schließlich durch Folter zu einem Geständnis gezwungen und zum Tode verurteilt. In der Kerkerzelle erscheint ihm im Dämmerzustand eine gespenstische Gestalt, die ihm eine Phiole mit dem Herzblut seines getöteten Sohnes anbietet. Später wird sich herausstellen, dass es sich um Doktor Trabacchio handelte. Andres fleht daraufhin zu Gott. Kurz vor der Vollstreckung wird er in letzter Minute durch das Eintreffen ebenjenes Frankfurter Kaufmanns gerettet, der ihm das Erbe Giorginas ausgehändigt hat. Auch Denners Hinrichtung wird ausgesetzt und Untersuchungen werden angestellt, die nach Neapel verweisen, der Geburtsstadt Denners. Dort war einst ein gewisser Doktor Trabacchio als Giftmischer und Hexenmeister überführt worden. Der Prozess gegen ihn hatte ergeben, dass er seine eigenen Kinder getötet hatte, um deren Blut zur Herstellung seiner Arzneien zu verwenden. Da niemand etwas von der Existenz seiner Kinder wusste und er auch deren Mütter getötet hatte, blieben seine Taten lange Zeit unentdeckt. Nur seinen letzten Sohn hatte er der Öffentlichkeit vorgestellt. Im Verlauf des Prozesses hatte man versucht, Beweise für Trabacchios Taten in dessen Haus zu sammeln und war auf ein geheimnisvolles Labor gestoßen, das man aber nicht hatte öffnen können. Die Bemühungen eines herbeigerufenen Dominikaners aus Palermo führten letztlich dazu, dass das ganze Haus in Flammen aufging und einzustürzen drohte. Die herbeigelaufene Menge beobachtete erstaunt, dass Trabacchios Sohn kurzzeitig mit einem Kistchen unter dem Arm auf den brennenden Trümmern erschien und sogleich wieder verschwand. Als man dies Trabacchio kurz vor seiner Hinrichtung auf dem Scheiterhaufen mitteilte, zeigte dieser hämische Freude. Sein Tod blieb allerdings aus: Kurz bevor ihn die Flammen erreichten, verschwand er vor den Augen der versammelten Menge, zeigte sich auf einem entfernten Hügel, höhnisch lachend, in seiner gewohnten Kleidung und mit einem Kistchen unter dem Arm. Er blieb seitdem verschwunden. Der Prozess gegen Denner brachte nun hervor, dass er eben jener Sohn des Doktor Trabacchio ist. Andres erfährt all dies vom Neffen des Grafen Vach, bei dem er nach seinem Freispruch zusammen mit seiner Frau und seinem Sohn lebt und sich als Jäger verdingt. Giorgina stirbt bald an der Folge der erlittenen Strapazen.
Nach zwei Jahren Prozessdauer soll Denner hingerichtet werden. Doch gelingt ihm die Flucht: Andres findet ihn eines Abends völlig entkräftet im Wald. Als Denner ihm offenbart, dass er Giorginas Vater sei, erbarmt sich Andres und pflegt ihn im Schloss des Grafen gesund. Hier erzählt ihm Denner, dass er, in die Fußstapfen seines Vaters tretend, sich einst eine Frau genommen habe, die ihm eine Tochter schenkte. Auch er habe beabsichtigt, aus dem Blut dieses Kindes Arznei herzustellen, doch habe die Mutter, aufgrund einer Ahnung, ihm das Kind entziehen können. Denner gibt sich in der Folge als geläuterter Christ. Zwar bleibt Andres misstrauisch, doch lässt er den Großvater unbedacht mit seinem Enkel spielen. So wird er eines Nachts im Wald entsetzt Zeuge, wie Denner und der alte Doktor Trabacchio seinen Sohn Georg über einen Rost gespannt haben und Denner gerade im Begriff ist, dem Kind die Brust aufzuschneiden. Andres schießt Denner nieder. Der alte Trabacchio verschwindet.
Andres bringt seinen Sohn unbeschadet zurück ins Schloss, kehrt aber mit einem Jäger in den Wald zurück, um Denners Leiche zu begraben. Denner lebt noch und gibt erst unter Flüchen seinen Geist auf. Sie verscharren seine Leiche, und Andres beschließt, am nächsten Tag zurückzukehren, um ihm ein Kreuz auf das Grab zu stellen. Jedoch findet er die Erde aufgewühlt und die Leiche ist verschwunden. Andres findet erst endgültige Ruhe, nachdem er Denners Kistchen, das sich wieder in seinem Besitz befindet, in eine tiefe Bergschlucht wirft.

## Handelnde Personen
Andres: Protagonist der Erzählung, erst Leib-, dann Revierjäger des Grafen Aloys von Vach, lebt mit seiner Frau, seinen Kindern und einem Knecht sowie zwei Doggen in einem einsamen, wilden und durch Räuber unsicher gemachten Forst in der Nähe von Fulda. Er führt ein äußerst bescheidenes Leben. In größter Not lässt er sich von einem Fremden, der nachts an seine Tür klopft, helfen. Seine tiefe christliche Überzeugung lässt ihn von Beginn an eine gewisse Skepsis gegenüber dem vermeintlichen Kaufmann Denner verspüren. Auch versucht er zunächst die materiellen Geschenke, die ihm Denner aufnötigt, abzulehnen, da es ihm seine christlich motivierte Demut untersagt, Reichtum zur Schau zu stellen. Nachdem sich Denner ihm als Anführer einer Räuberbande offenbart, möchte er endgültig mit ihm brechen, jedoch droht dieser Andres’ Frau und Kinder zu ermorden, weshalb er sich überreden lässt, am Überfall einer nahegelegenen Pachterwohnung teilzunehmen. Als Denner während des Raubzugs verletzt wird und beinahe von den Männern des Grafen von Vach erwischt wird, ist es Andres, der ihn aus Dankbarkeit für die Rettung seines Sohnes durch Denner, außer Gefahr bringt. Die Verbindung mit Denner bringt für den Revierjäger schlimme Folgen mit sich: Als vermeintlicher Mörder seines Herrn, dem Grafen von Vach, wird er inhaftiert, gefoltert und schließlich zum Tode durch den Strang verurteilt. Auch nach seiner Rehabilitierung wirft Denners Existenz weite Schatten auf Andres Leben, so muss er den Verlust seiner Frau Giorgina hinnehmen, die die schrecklichen Vorkommnisse derart mitgenommen haben, dass sie kurze Zeit nach Andres Freilassung stirbt. Andres glaubt bis zum Schluss daran, dass auch ein Schurke wie Denner sich ändern an, scheint es doch so, dass dieser, nachdem seine Herkunft als Sohn des Hexenmeisters Trabacchio offenbart wurde, geläutert ist und seine Verfehlungen bitter bereut. Erst als er versucht auch Andres zweiten Sohn zu ermorden, tötet ihn dieser. Um vollends von den Heimsuchungen Denners und Trabacchios erlöst zu sein, wirft er das vom Räuberhauptmann hinterlassene Kästchen mit Schmuck in eine tiefe Bergschlucht.
Giorgina: Sie wurde als Waise von einem Wirt in Neapel aufgenommen und von diesem schlecht behandelt. Auf ihrer Reise durch Italien, kommen der Graf von Vach und sein Untertan Andres bei dem Wirtshaus vorbei. Andres und Giorgina verlieben sich ineinander und sie begleitet ihn auf der Reise über die Alpen nach Deutschland. Noch während der Reise werden die beiden vermählt. Das entbehrungsreiche Leben in Andres Jägerhütte macht sie sehr unglücklich. So ist es dann auch vor allem auf ihr Zutun zurückzuführen, dass Andres die Gaben durch Ignaz Denner gegen seinen ursprünglichen Willen annimmt. Sie meint, „dass der Fremde wohl ihr Schutzengel sei, der sie aus der tiefsten Dürftigkeit zum Wohlstande erhebe.“ Angesichts ihrer Meinung, kann sie die Zurückhaltung ihres Mannes gegenüber dem vermeintlichen Wohltäter nicht verstehen. Sie wird zum Teil als recht oberflächliche Figur dargestellt, da sie die Geschenke Denners ohne zu hinterfragen annimmt. Sie kann „die ihrer Nation eigne Lust an glänzendem Staat und vorzüglich an kostbaren Steinen nicht unterdrücken“. Somit tritt sie als Gegengewicht zum frommen und bescheidenen Andres auf. Dies beeinflusst aber nicht, dass Giorgina eine treue Gattin sowie eine hingebungsvolle Mutter ist. Die Ermordung eines ihrer Söhne und der Prozess gegen Andres zehren sie schließlich derart aus, dass sie kurz nach der Freilassung ihres Mannes stirbt. Nach ihrem Ableben offenbart Denner, dass Giorgina seine leibliche Tochter war, die durch ihre Mutter vor der Ermordung durch ihn und Trabacchio bewahrt wurde. Dies ist auch der Grund, weshalb es der Räuberhauptmann speziell auf Andres’ und Giorginas Kinder abgesehen hat: „Je näher die Kinder mit dem Laboranten in Beziehung stehen, desto wirkungsvoller entsteht aus ihrem Herzblut Lebenskraft, stete Verjüngung, ja selbst die Bereitung des künstlichen Goldes.“
Ignaz Denner: Anführer einer Räuberbande, der sich bei Andres und seiner Familie als reisender Kaufmann ausgibt. Er macht den Revierjäger und seine Frau von sich abhängig, um sich den frommen Andres zum Komplizen zu machen, indem er die Schwäche Giorginas für materielle Güter und Schmuck zu kennen scheint. Nachdem dieser ihn beim Angriff auf die Pachterwohnung vor den Handlangern des Grafen bewahrt hat, verspricht er das Gebiet um die Jägerhütte zu verlassen. Als Andres jedoch aufgrund einer Erbschaftsangelegenheit nach Frankfurt am Main reist, suchen Denner und seine Kumpanen in der Hütte Zuflucht, nachdem sie das Schloss des Grafen von Vach überfallen und den Burgherrn ermordet haben. Denner ermordet Andres älteren Sohn und benutzt sein Blut zur Bereitung eines mysteriösen Elixiers. Nach der Ermordung des Grafen wird Denner zusammen mit Andres inhaftiert, wobei er letzteren des Mordes am Grafen beschuldigt. Nachdem sich Andres Schicksal zum guten gewendet hat und Denner als der alleinig Schuldige verurteilt wird, werden seine Ursprünge offenbart: Ignaz Denner ist der Sohn eines berüchtigten neapolitanischen Hexenmeisters mit Namen Trabacchio, der als Giftmischer tätig war. Die Obrigkeit kam ihm auf die Spur und verurteilte ihn zum Feuertod. Als sein Laboratorium, in dem offenbar ein geheimnisvoller Spuk vonstattenging, durch einen Dominikaner geöffnet werden sollte, ging das ganze Haus Trabacchios in Flammen auf. Passanten erblickten daraufhin den Sohn Trabacchios für einen kurzen Moment über das Gebälk des Hauses gehen, ohne dass ihm die Flammen etwas anhaben konnten. Als man das Urteil an Trabacchio vollstrecken wollte, verschwand er in dem Moment, als die Flammen seinen Körper erreichten „und von einer fernen Anhöhe ein gellendes Hohngelächter sich hören ließ. Alles schaute hin und Grausen ergriff das Volk, als den Doktor Trabacchio leibhaftig“ erblickte. Ignaz wurde durch das Zutun seines Vaters bereits in jungen Jahren zum Anführer einer Räuberbande. Gemeinsam brauten sie einen „köstlichen wundersamen Liquor […], wozu das Hauptingredienz das Herzblut von Kindern ist, die neun Wochen, neun Monate, oder neun Jahre alt“ waren. Durch die dunklen Kräfte seines Vaters war es ihm möglich, als Doppelgänger des Andres aufzutreten und so den Grafe von Vach zu ermorden. Zudem ist er der Vater der mittlerweile verstorbenen Giorgina. Gegen Ende der Erzählung gibt er sich Andres gegenüber als geläuterter Christ, jedoch nur um während dessen Abwesenheit auch den zweiten Sohn Georg zu ermorden, was allerdings durch das zeitige Eintreffen des Vaters, der Denner erschießt, misslingt. Sein Leichnam wird von Andres begraben, ist jedoch am Folgetag wieder ausgegraben worden. Die Erzählung lässt offen, „ob das nun von wilden Tieren, oder wie sonst bewirkt“ wurde.
Doktor Trabacchio: Er war ein berüchtigter Giftmischer und verurteilter Hexenmeister, der sein Unwesen in Neapel trieb. Er scheint magische Kräfte zu besitzen, da es ihm möglich war, vor aller Augen vom Scheiterhaufen zu verschwinden und auf einem nahegelegenen Hügel wiederaufzutauchen. Dies und die Tatsache, dass er mehrmals als eine geisterhafte Erscheinung auftritt, legt nahe, dass er mit dem Teufel im Bund ist. Er benutzt das Blut ermordeter Kinder zur Herstellung eines mysteriösen Trankes mit ungeheuren Kräften. Als Vater von Ignaz Denner, ermöglichte er dessen Aufstieg zum Räuberhauptmann und versucht durch ihn Giorginas Kinder habhaft zu werden.

## Form
Die Erzählung besteht aus einer Haupthandlung, die die Geschichte des Revierjägers Andres, der auf den Räuberhauptmann Ignaz Denner trifft, wiedergibt. Ein zweiter Handlungsbogen, der als Erklärung für die dargestellten Ereignisse rund um Andres und Denner dient, erzählt die Vorgeschichte, die in Neapel spielt und in deren Zentrum Doktor Trabacchio steht. Durch sie wird die Herkunft Denners beleuchtet; ebenso wird geklärt, weshalb er ausgerechnet Andres und seine Familie verfolgt.
Es kann von einem auktorialen Erzähler gesprochen werden, auch wenn dieser nicht für alle unerklärlichen Geschehnisse eine Antwort vorzuweisen hat. Jedoch erscheint er insofern als „allwissend“, dass er über die Gefühlslage der Figuren Auskunft geben und gleichzeitig über die Hintergründe der Handlung Auskunft gibt. Die Tatsache, dass er über bestimmte Vorgänge keine Auskunft geben kann, die deutlich in den Bereich des bewusst Offengelassenen gehören, sollen dazu beitragen, beim Rezipienten ein unheimliches Gefühl auszulösen. Ein gutes Beispiel dafür ist der Schluss der Erzählung, wo keine befriedigende Erklärung für das Verschwinden von Denners Leichnam geliefert wird.
Bezüglich des Schlusses hat Hoffmann eine Änderung vorgenommen. Sollte der Inhalt der Schatulle zunächst Georgs weiteren Lebensweg begünstigen, entschied er sich vor Drucklegung für Andres’ symbolischen Akt der Befreiung seiner Seele.

## Entstehung
E. T. A. Hoffmann verfasste Ignaz Denner im Mai 1814, was die Erzählung zur ältesten innerhalb der Nachtstücke macht. Ursprünglich sollte sie unter dem Titel Der Revierjäger Teil der Fantasiestücke in Callot's Manier werden, die 1814/15 herausgegeben wurden. Jedoch wurde die Erzählung von Hoffmanns Verleger Carl Friedrich Kunz als zu schwach abgelehnt, weshalb der Text erst zwei Jahre später in einer überarbeiteten Fassung veröffentlicht wurde.
Innerhalb der Nachtstücke stellt Ignaz Denner die zweite von insgesamt acht Erzählungen dar. Analog zum bekanntesten Text dieser Erzählsammlung, dem Sandmann, stellt der Titel der zweiten und abschließenden Fassung von Ignaz Denner den unheimlichen und mit Verbindungen zum Übernatürlichen ausgestatteten Antagonisten ins Zentrum. Überhaupt lassen sich viele Parallelen zwischen den beiden Texten ausmachen wie Thomas Weitin feststellt:

„In ihrer unheimlichen Wiederholungsstruktur entsprechen die Anschläge Denners den Angriffen, denen Nathanael im Sandmann ausgesetzt ist. Ein Wiedergängerpaar wie Coppelius/Coppola entsteht auch aus dem Vater/Sohn-Verhältnis Trabacchio/Denner. Nur ist es in der zweiten Erzählung der Nachtstücke nicht die Imagination des Protagonisten, sondern die tatsächliche Handlungsebene, auf der sich das Geschehen abspielt, wobei das Moment psychologischer Profilierung eher in den Hintergrund tritt.“

Die Entstehungszeit der Nachtstücke ist für den Autor von einem steilen beruflichen Aufstieg innerhalb des Kriminal-Senats des Berliner Kammergerichts geprägt, womit er zu einem Mitglied des obersten preußischen Strafgerichts mit einem beträchtlichen Jahreseinkommen von 1000 Reichstalern ernannt wurde. Angesichts der hohen Arbeitsbelastung durch seine Anstellung beim Gericht, blieben Hoffmann nur die Nachtstunden, um literarisch tätig sein zu können, weshalb er auch den ursprünglich aus der Malerei stammenden Genrebegriff des Nachtstücks als Titel für seinen neuesten Erzählzyklus wählte. Weitin sieht in der Teilung von Hoffmanns Leben zwischen der bürgerlichen Beamtentätigkeit und dem nächtlichen Künstlerdasein denn auch einen ersten Vertreter des „Spannungsbildes eines modernen Schriftstellers“. Seine fantastischen Erzählungen stellen einen Gegenpol zur täglichen Gerichtsarbeit dar, die ihn zu vereinnahmen drohte. Nichtsdestotrotz gewährte ihm seine Arbeit wertvolle Einblicke in die Abgründe des aufgeklärten Bürgertums, die er dann auch in seine literarischen Erzeugnisse einbauen konnte.
Als Vertreter der Schwarzen Romantik sind in Ignaz Denner zahlreiche Elemente der Schauerromantik zu finden. Dazu zählen gemäß Steinecke etwa Überfälle, Kämpfe, Folterungen, Morde, Menschenopfer, geheimnisvolle Zeremonien, Feuerzauber, gespenstische Erscheinungen sowie zufällige und unwahrscheinliche Vorgänge. Die Familie des Revierjägers ist unbestimmten dämonischen Mächten ausgeliefert, die ihre Geschicke zu leiten scheinen, und denen sie scheinbar hilflos ausgeliefert sind. Ebenso wird die bei Hoffmann häufig vorkommende Doppelgänger-Thematik aufgegriffen.

## Deutung
Ein wichtiges Thema der Erzählung stellt Andres’ an Selbstaufgabe grenzende Untertänigkeit dar. Sein Handeln ist durch Dankbarkeit und Treue am Grafen orientiert; im späteren Verlauf der Erzählung überträgt er dieses Motiv auf Denner, dem er das Leben seines ersten Sohnes sowie seiner Frau verdankt. Es gelingt ihm nicht, etwas gegen die Armut, die im Zusammenhang mit seiner Anstellung als Revierjäger einhergeht, zu unternehmen, welche durch die vermeintliche Belohnung durch den Grafen über ihn und seine Familie gekommen ist. Auch gegenüber Denner verhält er sich lange Zeit demütig. Wie Weitin feststellt, „bleibt das Aufbegehren gegen den brutalen Räuber lange Zeit ein rein verbaler Akt, der erst am Ende als Reaktion auf den Mordanschlag auf seinen zweiten Sohn in körperliche Rache umschlägt, deren Vollzug er seinem Dienstherren sofort 'treulich' berichtet“. Selbst als Andres zum Tode verurteilt wird und ihm von Denner eine Möglichkeit zur Flucht präsentiert wird, weigert er sich den Pfad der Tugend zu verlassen und lässt das Ganze auffliegen. Schließlich ist es auch sein inneres Rechtsgefühl, welches ihn von Beginn an vor Denner gewarnt hat, das ihn zu seiner Hütte umkehren lässt und den Mord an seinem Sohn verhindert. Demgegenüber steht die Obrigkeit, die durch die Richter und den jungen Grafen von Vach repräsentiert wird: „Sie verfügen nur über die äußerliche, das Subjektive am Leiblichen brechende Geständnistechnik der Tortur, mit der die Wahrheit formal statt faktisch erzwungen wird.“
Anders als im Sandmann ist die Handlung weniger von bestimmten Motiven durchzogen, sondern lebt hauptsächlich von ihren Handlungselementen. Als einziges zentrales Motiv ist lediglich das Schmuckkästchen auszumachen, welches Denner beim Revierjäger deponiert, und das er wiederum von seinem Vater, dem Hexenmeister Trabacchio, erhalten hat. Das Kästchen ist das Symbol von Denners Verführungskraft, welche zum einen in Form von Reichtümern und zum anderen im Zaubertrank daherkommt. Steinecke konstatiert folglich: „Das Gold Denners wird für Andres, ohne dass er es wahrnimmt, immer wieder zum Verführer und Verderber: die Erbschaft seiner Frau, die von dem Zauberer-Großvater stammt, lockt ihn nach Frankfurt. Während seiner Abwesenheit werden sowohl sein Sohn als auch sein gräflicher Herr von Denner und dessen Bande ermordet; Andres wird, da niemand ihm sein Alibi glaubt, gefoltert und jahrelang eingekerkert.“
Franz Loquai weist im Zusammenhang mit Ignaz Denner auf ein immer wiederkehrendes Stereotyp des italienischen Bösewichts in Hoffmanns Werk hin wie er durch Coppelius/Coppola und eben auch Ignaz Denner gegeben ist. So finden sich in seinen Erzählungen oftmals negativ wirkende Charaktere aus Italien mit folgenden äußerlichen Merkmalen: „Der männliche Bösewicht, ob Verführer, Verbrecher oder Teufelsbündler, ist lang und hager, trägt einen grauen oder grellbunten Mantel, darunter den langen Stoßdegen, dazu Hut und Feder. Meist hat er eine lange Hakennase, oft einen dichten Bart, buschige Augenbrauen und tief liegende Augen, aus denen es funkelt und blitzt; sein Blick ist geradezu tödlich.“ Gemäß Loquai spiegelt sich darin das ambivalente Italienbild des beginnenden 19. Jahrhunderts im deutschsprachigen Raum wider: Zum einen war Italien die Heimat der Kunst, zum anderen aber auch Sinnbild eines „verbrecherisch-satanischen, sinnlich-sündigen, karnevalesk-chaotischen und manieristischen Südens“.